# Secret Agent Dingledorf and His Trusty Dog Splat
Secret Agent Dingledorf and His Trusty Dog Splat è un film del 2021 diretto da Billy Dickson e basato sulla serie di libri omonima.

## Trama
Usando bizzarre invenzioni, il giovane Bernie Dingledorf, il suo cane e i suoi due migliori amici, sono gli unici che possono salvare il mondo dal piano criminale del malvagio Dr. Chuckles.

## Distribuzione
Il film è stato distribuito negli Stati Uniti il 23 luglio 2021 dalla Integrity Releasing.